# Nanni Balestrini
Nanni Balestrini (Milánó, 1935. július 2. – Róma, 2019. május 20.) olasz költő, író.

## Művei

### Verseskötetek
- Il sasso appeso (1961)
- Tape Mark 1 (1961)
- Come si agisce (1963)
- Ma noi facciamone un'altra (1966)
- Poesie pratiche (1976, antológia 1954–1969)
- Le ballate della signorina Richmond (1977)
- Ipocalisse (1986)
- Il ritorno della signorina Richmond (1987)
- Osservazioni sul volo degli uccelli, poesie 1954–56 (1988)
- Il pubblico del labirinto, Scheiwiller (1992)
- Estremi rimedi (1995)
- Le avventure complete della signorina Richmond (1999)
- Elettra (2001)
- Tutto in una volta, antologia 1954–2003 (2003)
- Sfinimondo (2003)
- Sconnessioni (2008)
- Blackout e altro (2009)
- Lo sventramento della storia (2009)
- Contromano (2015)
- Come si agisce e altri procedimenti. Poesie complete volume primo (1954–1969) (2015)
- Le avventure complete della signorina Richmond e Blackout. Poesie complete. Volume II (1972–1989) (2017)
- Caosmogonia e altro. Poesie complete. Volume terzo (1990–2017) (2018)

### Regények
- Tristano (1964)
- Vogliamo tutto (1971)
- La violenza illustrata (1976)
- Gli invisibili (1987)
- L’editore (1989)
- I furiosi (1994)
- Una mattina ci siam svegliati (1995)
- La Grande Rivolta (1999)
- Sandokan, storia di camorra (2004)
- Liberamilano (2011)
- Girano voci. Tre storie (2012)
- Carbonia. Eravamo tutti comunisti (2013)

### Novellák
- Disposta l'autopsia dell'anarchico morto dopo i violenti scontri di Pisa (2002)
- Girano Voci. Tre Storie (2012, Gianfranco Baruchello rajzaival)

### Egyebek
- Gruppo 63, antologia (1964, Alfredo Giulianival)
- Gruppo 63. Il romanzo sperimentale (1965)
- L'Opera di Pechino (1966, Letizia Paolozzival)
- L'orda d'oro (1988, Primo Moronival)
- Gruppo 63, L'Antologia (2002, Alfredo Giulianival)
- Parma 1922 (2002)
- Trasformazioni (2004)
- Qualcosapertutti. Collage degli anni '60 (2010)
- Tristanoil (2013)